# Квадратний дюйм
Квадратний дюйм (англ. Square inch) — одиниця вимірювання площі в англійській системі мір, використовувана переважно в США та Великій Британії. Визначається як площа квадрату зі сторонами довжиною 1 дюйм (2,54 см).
1 квадратний дюйм дорівнює:
- 0.006 94 квадратним футам (1 квадратний фут дорівнює 144 квадратним дюймам)
- 0.000 771 604 9382 квадратним ярдам (1 квадратний ярд дорівнює 1 296 квадратним дюймам)
- 6.4516 см² (1 см² дорівнює 0,155 000 310 квадратного дюйма)
- 0.000 645 16 м² (1 м² дорівнює 1 550,003 100 квдратним дюймам)